# العلاقات اللاوسية المولدوفية
العلاقات اللاوسية المولدوفية هي العلاقات الثنائية التي تجمع بين لاوس ومولدوفا.

## مقارنة بين البلدين
هذه مقارنة عامة ومرجعية للدولتين:
| وجه المقارنة                                              | لاوس        | مولدوفا                           |
| --------------------------------------------------------- | ----------- | --------------------------------- |
| المساحة (كم2)                                             | 236.80 ألف  | 33.85 ألف                         |
| عدد السكان (نسمة)                                         | 6.86 مليون  | 2.55 مليون                        |
| الكثافة السكانية (ن./كم²)                                 | 28.97       | 75.33                             |
| العاصمة                                                   | فيينتيان    | كيشيناو                           |
| اللغة الرسمية                                             | اللغة اللاو | اللغة المولدوفية، اللغة الرومانية |
| العملة                                                    | كيب لاوي    | ليو مولدوفي                       |
| الناتج المحلي الإجمالي (بليون دولار)                      | 16.85 مليار | 8.13 مليار                        |
| الناتج المحلي الإجمالي (تعادل القوة الشرائية) بليون دولار | 38.71 مليار | 17.94 مليار                       |
| الناتج المحلي الإجمالي الاسمي للفرد دولار أمريكي          | 1.82 ألف    | 3.65 ألف                          |
| الناتج المحلي الإجمالي للفرد دولار أمريكي                 |             | 4.98 ألف                          |
| مؤشر التنمية البشرية                                      | 0.575       | 0.693                             |
| رمز المكالمات الدولي                                      | +856        | +373                              |
| رمز الإنترنت                                              | .la         | .md                               |
| المنطقة الزمنية                                           | ت ع م+07:00 | ت ع م+02:00، ت ع م+03:00          |

## منظمات دولية مشتركة
يشترك البلدان في عضوية مجموعة من المنظمات الدولية، منها:
| علم المنظمة | اسم المنظمة                        | تاريخ انضمام لاوس | تاريخ انضمام مولدوفا |
| ----------- | ---------------------------------- | ----------------- | -------------------- |
|             | منظمة حظر الأسلحة الكيميائية       | ?                 | ?                    |
|             | البنك الدولي للإنشاء والتعمير      | 5 يوليو 1961      | 12 أغسطس 1992        |
|             | الأمم المتحدة                      | 14 ديسمبر 1955    | 2 مارس 1992          |
|             | منظمة الشرطة الجنائية الدولية      | ?                 | ?                    |
|             | وكالة ضمان الاستثمار متعدد الأطراف | 5 أبريل 2000      | 9 يونيو 1993         |
|             | يونسكو                             | 9 يوليو 1951      | 27 مايو 1992         |
|             | مؤسسة التنمية الدولية              | 28 أكتوبر 1963    | 14 يونيو 1994        |
|             | مؤسسة التمويل الدولية              | 29 يناير 1992     | 10 مارس 1995         |

## وصلات خارجية
- موقع وزارة الخارجية المولدوفية